# Giannettino Doria (erede di Andrea Doria)
Giannettino Doria (1510 – Genova, 2 gennaio 1547) è stato un nobile e ammiraglio italiano della Repubblica di Genova, luogotenente ed erede di Andrea Doria.

## Biografia
Nato nel 1510 da Tomaso e Maria Grillo, si hanno pochi dati biografici certi su Giannettino.

Il padre, cugino di Andrea, aveva svolto un importante ruolo nella liberazione della Repubblica di Genova nel 1528, e ciò aveva garantito a lui, al fratello e ai loro discendenti maschi (in pratica solo il giovane Giannettino) sia i privilegi relativi alla casa di piazza S. Matteo sia l'esenzione in perpetuo dalle gabelle, come benemeriti della patria.
Andrea Doria, per consolidare il sodalizio con la famiglia Centurione, propose ad Adamo Centurione Giannettino come sposo di sua figlia Ginetta. Il matrimonio ebbe luogo nel 1537 e da questa unione nacque Gianandrea Doria.
Nell'arco di pochi anni Giannettino divenne onnipresente nella vita di Andrea, nella cui villa di Fassolo risiedeva con la famiglia. 

Nell'estate 1537 lo accompagnò nella vittoriosa spedizione che Andrea, con una squadra di ventotto galee, da Messina condusse contro l'armata di Solimano I a Cefalonia e Corfù.

Nell'estate del 1538, sempre agli ordini di Andrea, partecipò alla sfortunata spedizione coalizzata contro il Barbarossa.
La grande occasione di conquistarsi una propria gloria militare gli si presentò nell'estate del 1540 quando, alla guida della flotta di ventuno galee di Andrea (che in quel momento si trovava in Sicilia), sorprese nel golfo di Girolata, in Corsica, la flotta del corsaro Dragut. 

L'impresa fu clamorosa: Giannettino riuscì a catturare nove degli undici vascelli (tra cui due galee) e lo stesso Dragut, che condusse in catene a Genova, nonché a liberare duemila cristiani prigionieri.
L'anno dopo, nella disastrosa spedizione di Algeri guidata dallo stesso Carlo V, fu molto lodato per aver messo in salvo le truppe imperiali nella loro ritirata.
Giannettino trovò la morte nella congiura dei Fieschi, nel gennaio del 1547.